# Unicodeblock Balinesisch
Der Unicodeblock Balinesisch (Balinese, U+1B00 bis U+1B7F) enthält die Schriftzeichen der balinesischen Schrift, eines Abkömmlings der zu den Indischen Schriften gehörenden Brahmi-Schrift. Er umfasst auch balinesische Notenschriftzeichen. 

## Liste
| Unicodenummer | Zeichen (400 %) | Kategorie                               | Bidirektionale Klasse       | Offizielle Bezeichnung                                | Beschreibung                                                        |
| ------------- | --------------- | --------------------------------------- | --------------------------- | ----------------------------------------------------- | ------------------------------------------------------------------- |
| U+1B00 (6912) | ᬀ                | Markierung ohne Extrabreite             | Markierung ohne Extrabreite | BALINESE SIGN ULU RICEM                               | Balinesisches Zeichen Ulu ricem                                     |
| U+1B01 (6913) | ᬁ                | Markierung ohne Extrabreite             | Markierung ohne Extrabreite | BALINESE SIGN ULU CANDRA                              | Balinesisches Zeichen Uku Candra                                    |
| U+1B02 (6914) | ᬂ                | Markierung ohne Extrabreite             | Markierung ohne Extrabreite | BALINESE SIGN CECEK                                   | Balinesisches Zeichen Cecek                                         |
| U+1B03 (6915) | ᬃ                | Markierung ohne Extrabreite             | Markierung ohne Extrabreite | BALINESE SIGN SURANG                                  | Balinesisches Zeichen Surang                                        |
| U+1B04 (6916) | ᬄ                | Markierung mit Extrabreite              | links nach rechts           | BALINESE SIGN BISAH                                   | Balinesisches Zeichen Bisah                                         |
| U+1B05 (6917) | ᬅ               | anderer Buchstabe, Silbe oder Ideogramm | links nach rechts           | BALINESE LETTER AKARA                                 | Balinesischer Buchstabe Akara                                       |
| U+1B06 (6918) | ᬆ               | anderer Buchstabe, Silbe oder Ideogramm | links nach rechts           | BALINESE LETTER AKARA TEDUNG                          | Balinesischer Buchstabe Akara tedung                                |
| U+1B07 (6919) | ᬇ               | anderer Buchstabe, Silbe oder Ideogramm | links nach rechts           | BALINESE LETTER IKARA                                 | Balinesischer Buchstabe Ikara                                       |
| U+1B08 (6920) | ᬈ               | anderer Buchstabe, Silbe oder Ideogramm | links nach rechts           | BALINESE LETTER IKARA TEDUNG                          | Balinesischer Buchstabe Ikara tedung                                |
| U+1B09 (6921) | ᬉ               | anderer Buchstabe, Silbe oder Ideogramm | links nach rechts           | BALINESE LETTER UKARA                                 | Balinesischer Buchstabe Ukara                                       |
| U+1B0A (6922) | ᬊ               | anderer Buchstabe, Silbe oder Ideogramm | links nach rechts           | BALINESE LETTER UKARA TEDUNG                          | Balinesischer Buchstabe Ukara tedung                                |
| U+1B0B (6923) | ᬋ               | anderer Buchstabe, Silbe oder Ideogramm | links nach rechts           | BALINESE LETTER RA REPA                               | Balinesischer Buchstabe Ra rapa                                     |
| U+1B0C (6924) | ᬌ               | anderer Buchstabe, Silbe oder Ideogramm | links nach rechts           | BALINESE LETTER RA REPA TEDUNG                        | Balinesischer Buchstabe Ra rapa tedung                              |
| U+1B0D (6925) | ᬍ               | anderer Buchstabe, Silbe oder Ideogramm | links nach rechts           | BALINESE LETTER LA LENGA                              | Balinesischer Buchstabe La lenga                                    |
| U+1B0E (6926) | ᬎ               | anderer Buchstabe, Silbe oder Ideogramm | links nach rechts           | BALINESE LETTER LA LENGA TEDUNG                       | Balinesischer Buchstabe La lenga tedung                             |
| U+1B0F (6927) | ᬏ               | anderer Buchstabe, Silbe oder Ideogramm | links nach rechts           | BALINESE LETTER EKARA                                 | Balinesischer Buchstabe Ekara                                       |
| U+1B10 (6928) | ᬐ               | anderer Buchstabe, Silbe oder Ideogramm | links nach rechts           | BALINESE LETTER AIKARA                                | Balinesischer Buchstabe Aikara                                      |
| U+1B11 (6929) | ᬑ               | anderer Buchstabe, Silbe oder Ideogramm | links nach rechts           | BALINESE LETTER OKARA                                 | Balinesischer Buchstabe Okara                                       |
| U+1B12 (6930) | ᬒ               | anderer Buchstabe, Silbe oder Ideogramm | links nach rechts           | BALINESE LETTER OKARA TEDUNG                          | Balinesischer Buchstabe Okara tedung                                |
| U+1B13 (6931) | ᬓ               | anderer Buchstabe, Silbe oder Ideogramm | links nach rechts           | BALINESE LETTER KA                                    | Balinesischer Buchstabe Ka                                          |
| U+1B14 (6932) | ᬔ               | anderer Buchstabe, Silbe oder Ideogramm | links nach rechts           | BALINESE LETTER KA MAHAPRANA                          | Balinesischer Buchstabe Ka mahaprana                                |
| U+1B15 (6933) | ᬕ               | anderer Buchstabe, Silbe oder Ideogramm | links nach rechts           | BALINESE LETTER GA                                    | Balinesischer Buchstabe Ga                                          |
| U+1B16 (6934) | ᬖ               | anderer Buchstabe, Silbe oder Ideogramm | links nach rechts           | BALINESE LETTER GA GORA                               | Balinesischer Buchstabe Ga gora                                     |
| U+1B17 (6935) | ᬗ               | anderer Buchstabe, Silbe oder Ideogramm | links nach rechts           | BALINESE LETTER NGA                                   | Balinesischer Buchstabe Nga                                         |
| U+1B18 (6936) | ᬘ               | anderer Buchstabe, Silbe oder Ideogramm | links nach rechts           | BALINESE LETTER CA                                    | Balinesischer Buchstabe Ca                                          |
| U+1B19 (6937) | ᬙ               | anderer Buchstabe, Silbe oder Ideogramm | links nach rechts           | BALINESE LETTER CA LACA                               | Balinesischer Buchstabe Ca laca                                     |
| U+1B1A (6938) | ᬚ               | anderer Buchstabe, Silbe oder Ideogramm | links nach rechts           | BALINESE LETTER JA                                    | Balinesischer Buchstabe Ja                                          |
| U+1B1B (6939) | ᬛ               | anderer Buchstabe, Silbe oder Ideogramm | links nach rechts           | BALINESE LETTER JA JERA                               | Balinesischer Buchstabe Ja jera                                     |
| U+1B1C (6940) | ᬜ               | anderer Buchstabe, Silbe oder Ideogramm | links nach rechts           | BALINESE LETTER NYA                                   | Balinesischer Buchstabe Nya                                         |
| U+1B1D (6941) | ᬝ               | anderer Buchstabe, Silbe oder Ideogramm | links nach rechts           | BALINESE LETTER TA LATIK                              | Balinesischer Buchstabe Ta latik                                    |
| U+1B1E (6942) | ᬞ               | anderer Buchstabe, Silbe oder Ideogramm | links nach rechts           | BALINESE LETTER TA MURDA MAHAPRANA                    | Balinesischer Buchstabe Ta murda mahaprana                          |
| U+1B1F (6943) | ᬟ               | anderer Buchstabe, Silbe oder Ideogramm | links nach rechts           | BALINESE LETTER DA MURDA ALPAPRANA                    | Balinesischer Buchstabe Da murda alpaprana                          |
| U+1B20 (6944) | ᬠ               | anderer Buchstabe, Silbe oder Ideogramm | links nach rechts           | BALINESE LETTER DA MURDA MAHAPRANA                    | Balinesischer Buchstabe Da murda mahaprana                          |
| U+1B21 (6945) | ᬡ               | anderer Buchstabe, Silbe oder Ideogramm | links nach rechts           | BALINESE LETTER NA RAMBAT                             | Balinesischer Buchstabe Na rambat                                   |
| U+1B22 (6946) | ᬢ               | anderer Buchstabe, Silbe oder Ideogramm | links nach rechts           | BALINESE LETTER TA                                    | Balinesischer Buchstabe Ta                                          |
| U+1B23 (6947) | ᬣ               | anderer Buchstabe, Silbe oder Ideogramm | links nach rechts           | BALINESE LETTER TA TAWA                               | Balinesischer Buchstabe Ta tawa                                     |
| U+1B24 (6948) | ᬤ               | anderer Buchstabe, Silbe oder Ideogramm | links nach rechts           | BALINESE LETTER DA                                    | Balinesischer Buchstabe Da                                          |
| U+1B25 (6949) | ᬥ               | anderer Buchstabe, Silbe oder Ideogramm | links nach rechts           | BALINESE LETTER DA MADU                               | Balinesischer Buchstabe Da madu                                     |
| U+1B26 (6950) | ᬦ               | anderer Buchstabe, Silbe oder Ideogramm | links nach rechts           | BALINESE LETTER NA                                    | Balinesischer Buchstabe Na                                          |
| U+1B27 (6951) | ᬧ               | anderer Buchstabe, Silbe oder Ideogramm | links nach rechts           | BALINESE LETTER PA                                    | Balinesischer Buchstabe Pa                                          |
| U+1B28 (6952) | ᬨ               | anderer Buchstabe, Silbe oder Ideogramm | links nach rechts           | BALINESE LETTER PA KAPAL                              | Balinesischer Buchstabe Pa kapal                                    |
| U+1B29 (6953) | ᬩ               | anderer Buchstabe, Silbe oder Ideogramm | links nach rechts           | BALINESE LETTER BA                                    | Balinesischer Buchstabe Ba                                          |
| U+1B2A (6954) | ᬪ               | anderer Buchstabe, Silbe oder Ideogramm | links nach rechts           | BALINESE LETTER BA KEMBANG                            | Balinesischer Buchstabe Ba kembang                                  |
| U+1B2B (6955) | ᬫ               | anderer Buchstabe, Silbe oder Ideogramm | links nach rechts           | BALINESE LETTER MA                                    | Balinesischer Buchstabe Ma                                          |
| U+1B2C (6956) | ᬬ               | anderer Buchstabe, Silbe oder Ideogramm | links nach rechts           | BALINESE LETTER YA                                    | Balinesischer Buchstabe Ya                                          |
| U+1B2D (6957) | ᬭ               | anderer Buchstabe, Silbe oder Ideogramm | links nach rechts           | BALINESE LETTER RA                                    | Balinesischer Buchstabe Ra                                          |
| U+1B2E (6958) | ᬮ               | anderer Buchstabe, Silbe oder Ideogramm | links nach rechts           | BALINESE LETTER LA                                    | Balinesischer Buchstabe La                                          |
| U+1B2F (6959) | ᬯ               | anderer Buchstabe, Silbe oder Ideogramm | links nach rechts           | BALINESE LETTER WA                                    | Balinesischer Buchstabe Wa                                          |
| U+1B30 (6960) | ᬰ               | anderer Buchstabe, Silbe oder Ideogramm | links nach rechts           | BALINESE LETTER SA SAGA                               | Balinesischer Buchstabe Sa saga                                     |
| U+1B31 (6961) | ᬱ               | anderer Buchstabe, Silbe oder Ideogramm | links nach rechts           | BALINESE LETTER SA SAPA                               | Balinesischer Buchstabe Sa sapa                                     |
| U+1B32 (6962) | ᬲ               | anderer Buchstabe, Silbe oder Ideogramm | links nach rechts           | BALINESE LETTER SA                                    | Balinesischer Buchstabe Sa                                          |
| U+1B33 (6963) | ᬳ               | anderer Buchstabe, Silbe oder Ideogramm | links nach rechts           | BALINESE LETTER HA                                    | Balinesischer Buchstabe Ha                                          |
| U+1B34 (6964) | ᬴                | Markierung ohne Extrabreite             | Markierung ohne Extrabreite | BALINESE SIGN REREKAN                                 | Balinesisches Zeichen Rerekan                                       |
| U+1B35 (6965) | ᬵ                | Markierung mit Extrabreite              | links nach rechts           | BALINESE VOWEL SIGN TEDUNG                            | Balinesisches Vokalzeichen Tedung                                   |
| U+1B36 (6966) | ᬶ                | Markierung ohne Extrabreite             | Markierung ohne Extrabreite | BALINESE VOWEL SIGN ULU                               | Balinesisches Vokalzeichen Ulu                                      |
| U+1B37 (6967) | ᬷ                | Markierung ohne Extrabreite             | Markierung ohne Extrabreite | BALINESE VOWEL SIGN ULU SARI                          | Balinesisches Vokalzeichen Ulu sari                                 |
| U+1B38 (6968) | ᬸ                | Markierung ohne Extrabreite             | Markierung ohne Extrabreite | BALINESE VOWEL SIGN SUKU                              | Balinesisches Vokalzeichen Suku                                     |
| U+1B39 (6969) | ᬹ                | Markierung ohne Extrabreite             | Markierung ohne Extrabreite | BALINESE VOWEL SIGN SUKU ILUT                         | Balinesisches Vokalzeichen Suku ilut                                |
| U+1B3A (6970) | ᬺ                | Markierung ohne Extrabreite             | Markierung ohne Extrabreite | BALINESE VOWEL SIGN RA REPA                           | Balinesisches Vokalzeichen Ra repa                                  |
| U+1B3B (6971) | ᬻ                | Markierung mit Extrabreite              | links nach rechts           | BALINESE VOWEL SIGN RA REPA TEDUNG                    | Balinesisches Vokalzeichen Ra repa tedung                           |
| U+1B3C (6972) | ᬼ                | Markierung ohne Extrabreite             | Markierung ohne Extrabreite | BALINESE VOWEL SIGN LA LENGA                          | Balinesisches Vokalzeichen La lenga                                 |
| U+1B3D (6973) | ᬽ                | Markierung mit Extrabreite              | links nach rechts           | BALINESE VOWEL SIGN LA LENGA TEDUNG                   | Balinesisches Vokalzeichen La lenga tedung                          |
| U+1B3E (6974) | ᬾ                | Markierung mit Extrabreite              | links nach rechts           | BALINESE VOWEL SIGN TALING                            | Balinesisches Vokalzeichen Taling                                   |
| U+1B3F (6975) | ᬿ                | Markierung mit Extrabreite              | links nach rechts           | BALINESE VOWEL SIGN TALING REPA                       | Balinesisches Vokalzeichen Taling repa                              |
| U+1B40 (6976) | ᭀ                | Markierung mit Extrabreite              | links nach rechts           | BALINESE VOWEL SIGN TALING TEDUNG                     | Balinesisches Vokalzeichen Taling tedung                            |
| U+1B41 (6977) | ᭁ                | Markierung mit Extrabreite              | links nach rechts           | BALINESE VOWEL SIGN TALING REPA TEDUNG                | Balinesisches Vokalzeichen Taling repa tedung                       |
| U+1B42 (6978) | ᭂ                | Markierung ohne Extrabreite             | Markierung ohne Extrabreite | BALINESE VOWEL SIGN PEPET                             | Balinesisches Vokalzeichen Pepet                                    |
| U+1B43 (6979) | ᭃ                | Markierung mit Extrabreite              | links nach rechts           | BALINESE VOWEL SIGN PEPET TEDUNG                      | Balinesisches Vokalzeichen Pepet tedung                             |
| U+1B44 (6980) | ᭄                | Markierung mit Extrabreite              | links nach rechts           | BALINESE ADEG ADEG                                    | Balinesisches Adeg adeg                                             |
| U+1B45 (6981) | ᭅ               | anderer Buchstabe, Silbe oder Ideogramm | links nach rechts           | BALINESE LETTER KAF SASAK                             | Balinesischer Buchstabe Kaf sasak                                   |
| U+1B46 (6982) | ᭆ               | anderer Buchstabe, Silbe oder Ideogramm | links nach rechts           | BALINESE LETTER KHOT SASAK                            | Balinesischer Buchstabe Khot sasak                                  |
| U+1B47 (6983) | ᭇ               | anderer Buchstabe, Silbe oder Ideogramm | links nach rechts           | BALINESE LETTER TZIR SASAK                            | Balinesischer Buchstabe tzir sasak                                  |
| U+1B48 (6984) | ᭈ               | anderer Buchstabe, Silbe oder Ideogramm | links nach rechts           | BALINESE LETTER EF SASAK                              | Balinesischer Buchstabe Ef sasak                                    |
| U+1B49 (6985) | ᭉ               | anderer Buchstabe, Silbe oder Ideogramm | links nach rechts           | BALINESE LETTER VE SASAK                              | Balinesischer Buchstabe Ve sasak                                    |
| U+1B4A (6986) | ᭊ               | anderer Buchstabe, Silbe oder Ideogramm | links nach rechts           | BALINESE LETTER ZAL SASAK                             | Balinesischer Buchstabe Zal sasak                                   |
| U+1B4B (6987) | ᭋ               | anderer Buchstabe, Silbe oder Ideogramm | links nach rechts           | BALINESE LETTER ASYURA SASAK                          | Balinesischer Buchstabe Asyura sasak                                |
| U+1B4C (6988) | ᭌ               | anderer Buchstabe, Silbe oder Ideogramm | links nach rechts           | BALINESE LETTER ARCHAIC JNYA                          | Balinesischer Buchstabe altes Jnya                                  |
| U+1B50 (6992) | ᭐               | Dezimalziffer                           | links nach rechts           | BALINESE DIGIT ZERO                                   | Balinesische Ziffer Null                                            |
| U+1B51 (6993) | ᭑               | Dezimalziffer                           | links nach rechts           | BALINESE DIGIT ONE                                    | Balinesische Ziffer Eins                                            |
| U+1B52 (6994) | ᭒               | Dezimalziffer                           | links nach rechts           | BALINESE DIGIT TWO                                    | Balinesische Ziffer Zwei                                            |
| U+1B53 (6995) | ᭓               | Dezimalziffer                           | links nach rechts           | BALINESE DIGIT THREE                                  | Balinesische Ziffer Drei                                            |
| U+1B54 (6996) | ᭔               | Dezimalziffer                           | links nach rechts           | BALINESE DIGIT FOUR                                   | Balinesische Ziffer Vier                                            |
| U+1B55 (6997) | ᭕               | Dezimalziffer                           | links nach rechts           | BALINESE DIGIT FIVE                                   | Balinesische Ziffer Fünf                                            |
| U+1B56 (6998) | ᭖               | Dezimalziffer                           | links nach rechts           | BALINESE DIGIT SIX                                    | Balinesische Ziffer Sechs                                           |
| U+1B57 (6999) | ᭗               | Dezimalziffer                           | links nach rechts           | BALINESE DIGIT SEVEN                                  | Balinesische Ziffer Sieben                                          |
| U+1B58 (7000) | ᭘               | Dezimalziffer                           | links nach rechts           | BALINESE DIGIT EIGHT                                  | Balinesische Ziffer Acht                                            |
| U+1B59 (7001) | ᭙               | Dezimalziffer                           | links nach rechts           | BALINESE DIGIT NINE                                   | Balinesische Ziffer Neun                                            |
| U+1B5A (7002) | ᭚               | andere Interpunktion                    | links nach rechts           | BALINESE PANTI                                        | Balinesisches Panti                                                 |
| U+1B5B (7003) | ᭛               | andere Interpunktion                    | links nach rechts           | BALINESE PAMADA                                       | Balinesisches Pamada                                                |
| U+1B5C (7004) | ᭜               | andere Interpunktion                    | links nach rechts           | BALINESE WINDU                                        | Balinesisches Windu                                                 |
| U+1B5D (7005) | ᭝               | andere Interpunktion                    | links nach rechts           | BALINESE CARIK PAMUNGKAH                              | Balinesisches Carik pamungkah                                       |
| U+1B5E (7006) | ᭞               | andere Interpunktion                    | links nach rechts           | BALINESE CARIK SIKI                                   | Balinesisches Carik siki                                            |
| U+1B5F (7007) | ᭟               | andere Interpunktion                    | links nach rechts           | BALINESE CARIK PAREREN                                | Balinesisches Carik pareren                                         |
| U+1B60 (7008) | ᭠               | andere Interpunktion                    | links nach rechts           | BALINESE PAMENENG                                     | Balinesisches Pameneng                                              |
| U+1B61 (7009) | ᭡               | anderes Symbol                          | links nach rechts           | BALINESE MUSICAL SYMBOL DONG                          | Balinesisches Notenschriftzeichen Dong                              |
| U+1B62 (7010) | ᭢               | anderes Symbol                          | links nach rechts           | BALINESE MUSICAL SYMBOL DENG                          | Balinesisches Notenschriftzeichen Deng                              |
| U+1B63 (7011) | ᭣               | anderes Symbol                          | links nach rechts           | BALINESE MUSICAL SYMBOL DUNG                          | Balinesisches Notenschriftzeichen Dung                              |
| U+1B64 (7012) | ᭤               | anderes Symbol                          | links nach rechts           | BALINESE MUSICAL SYMBOL DANG                          | Balinesisches Notenschriftzeichen Dang                              |
| U+1B65 (7013) | ᭥               | anderes Symbol                          | links nach rechts           | BALINESE MUSICAL SYMBOL DANG SURANG                   | Balinesisches Notenschriftzeichen Dang surang                       |
| U+1B66 (7014) | ᭦               | anderes Symbol                          | links nach rechts           | BALINESE MUSICAL SYMBOL DING                          | Balinesisches Notenschriftzeichen Ding                              |
| U+1B67 (7015) | ᭧               | anderes Symbol                          | links nach rechts           | BALINESE MUSICAL SYMBOL DAENG                         | Balinesisches Notenschriftzeichen Daeng                             |
| U+1B68 (7016) | ᭨               | anderes Symbol                          | links nach rechts           | BALINESE MUSICAL SYMBOL DEUNG                         | Balinesisches Notenschriftzeichen Deung                             |
| U+1B69 (7017) | ᭩               | anderes Symbol                          | links nach rechts           | BALINESE MUSICAL SYMBOL DAING                         | Balinesisches Notenschriftzeichen Daing                             |
| U+1B6A (7018) | ᭪               | anderes Symbol                          | links nach rechts           | BALINESE MUSICAL SYMBOL DANG GEDE                     | Balinesisches Notenschriftzeichen Dang gede                         |
| U+1B6B (7019) | ᭫                | Markierung ohne Extrabreite             | Markierung ohne Extrabreite | BALINESE MUSICAL SYMBOL COMBINING TEGEH               | Kombinierendes balinesisches Notenschriftzeichen Tegeh              |
| U+1B6C (7020) | ᭬                | Markierung ohne Extrabreite             | Markierung ohne Extrabreite | BALINESE MUSICAL SYMBOL COMBINING ENDEP               | Kombinierendes balinesisches Notenschriftzeichen Endep              |
| U+1B6D (7021) | ᭭                | Markierung ohne Extrabreite             | Markierung ohne Extrabreite | BALINESE MUSICAL SYMBOL COMBINING KEMPUL              | Kombinierendes balinesisches Notenschriftzeichen Kempul             |
| U+1B6E (7022) | ᭮                | Markierung ohne Extrabreite             | Markierung ohne Extrabreite | BALINESE MUSICAL SYMBOL COMBINING KEMPLI              | Kombinierendes balinesisches Notenschriftzeichen Kempli             |
| U+1B6F (7023) | ᭯                | Markierung ohne Extrabreite             | Markierung ohne Extrabreite | BALINESE MUSICAL SYMBOL COMBINING JEGOGAN             | Kombinierendes balinesisches Notenschriftzeichen Jegogan            |
| U+1B70 (7024) | ᭰                | Markierung ohne Extrabreite             | Markierung ohne Extrabreite | BALINESE MUSICAL SYMBOL COMBINING KEMPUL WITH JEGOGAN | Kombinierendes balinesisches Notenschriftzeichen Kempul mit Jegogan |
| U+1B71 (7025) | ᭱                | Markierung ohne Extrabreite             | Markierung ohne Extrabreite | BALINESE MUSICAL SYMBOL COMBINING KEMPLI WITH JEGOGAN | Kombinierendes balinesisches Notenschriftzeichen Kempli mit Jegogan |
| U+1B72 (7026) | ᭲                | Markierung ohne Extrabreite             | Markierung ohne Extrabreite | BALINESE MUSICAL SYMBOL COMBINING BENDE               | Kombinierendes balinesisches Notenschriftzeichen Bende              |
| U+1B73 (7027) | ᭳                | Markierung ohne Extrabreite             | Markierung ohne Extrabreite | BALINESE MUSICAL SYMBOL COMBINING GONG                | Kombinierendes balinesisches Notenschriftzeichen Gong               |
| U+1B74 (7028) | ᭴               | anderes Symbol                          | links nach rechts           | BALINESE MUSICAL SYMBOL RIGHT-HAND OPEN DUG           | Balinesisches Notenschriftzeichen rechts offenes Dug                |
| U+1B75 (7029) | ᭵               | anderes Symbol                          | links nach rechts           | BALINESE MUSICAL SYMBOL RIGHT-HAND OPEN DAG           | Balinesisches Notenschriftzeichen rechts offenes Dag                |
| U+1B76 (7030) | ᭶               | anderes Symbol                          | links nach rechts           | BALINESE MUSICAL SYMBOL RIGHT-HAND CLOSED TUK         | Balinesisches Notenschriftzeichen rechts geschlossenes Tuk          |
| U+1B77 (7031) | ᭷               | anderes Symbol                          | links nach rechts           | BALINESE MUSICAL SYMBOL RIGHT-HAND CLOSED TAK         | Balinesisches Notenschriftzeichen rechts geschlossenes Tak          |
| U+1B78 (7032) | ᭸               | anderes Symbol                          | links nach rechts           | BALINESE MUSICAL SYMBOL LEFT-HAND OPEN PANG           | Balinesisches Notenschriftzeichen links offenes Pang                |
| U+1B79 (7033) | ᭹               | anderes Symbol                          | links nach rechts           | BALINESE MUSICAL SYMBOL LEFT-HAND OPEN PUNG           | Balinesisches Notenschriftzeichen links offenes Pung                |
| U+1B7A (7034) | ᭺               | anderes Symbol                          | links nach rechts           | BALINESE MUSICAL SYMBOL LEFT-HAND CLOSED PLAK         | Balinesisches Notenschriftzeichen links geschlossenes Plak          |
| U+1B7B (7035) | ᭻               | anderes Symbol                          | links nach rechts           | BALINESE MUSICAL SYMBOL LEFT-HAND CLOSED PLUK         | Balinesisches Notenschriftzeichen links geschlossenes Pluk          |
| U+1B7C (7036) | ᭼               | anderes Symbol                          | links nach rechts           | BALINESE MUSICAL SYMBOL LEFT-HAND OPEN PING           | Balinesisches Notenschriftzeichen links offenes Ping                |
| U+1B7D (7037) | ᭽               | andere Interpunktion                    | links nach rechts           | BALINESE PANTI LANTANG                                | Balinesisches Panti Lantang                                         |
| U+1B7E (7038) | ᭾               | andere Interpunktion                    | links nach rechts           | BALINESE PAMADA LANTANG                               | Balinesisches Pamada Lantang                                        |